# Medical Women's Association of Nigeria
La Medical Women's Association of Nigeria (MWAN), en español: Asociación de Médicas de Nigeria, es una organización nigeriana de salud que representa a las mujeres médicas registradas en el Consejo Médico y Dental de Nigeria (MDCN). La misión del grupo es mejorar la salud de las mujeres en Nigeria a través de la defensa de las pacientes, incluida la oferta de programas derivados.
La MWAN está afiliada a la Asociación Médica de Nigeria y a la Asociación Internacional de Médicas (MWIA), y opera en 34 de los 36 estados del país.La presidenta de 2019, Joyce Barber,entregó su mandato a la doctora Dr. Mininim I. Osejie.

## Historia
La fundadora de la MWAN, fue S. Oludayisi Oduntan, qué participó en el Congreso Internacional de la MWIA de 1974 en Río de Janeiro y regresó a Nigeria inspirada para crear su propia organización nacional para médicas en el Delta del Níger. El 4 de junio de 1975, MWAN se reunió por primera vez en el University College Hospital de Ibadan.
En el Congreso de la MWIA de 1976 en Tokio, la MWAN fue inscrita formalmente en la comunidad internacional. Tres médicas, Oludayisi Oduntan,  Aderonke Manuwa-Olumide y Modupe Onadeko, asistieron a ese congreso como representantes de una organización regional. Irene Ighodaro fue su primera presidenta y dio su primera conferencia bianual en el Hospital Universitario de Lagos el 19 de mayo de 1979.
Durante la reunión trienal del centenario de la asociación en julio de 2019, la ex presidenta de la  MWAN,  Eleanor Nwadinobi (del bienio 2007-2009), también ejerció como presidenta del organismo internacional (MWIA), tras la dimisión de la presidenta tras las protestas de los médicos cuando una de sus colegas fue asaltada y desnudada por los familiares de un paciente.
En 2017, la organización puso en marcha un programa para la prevención del cáncer de útero a 6.000 mujeres con planes para aumentar la campaña para atender a 8.000 mujeres anualmente.